# Pfarrkirche Altenmarkt bei Fürstenfeld

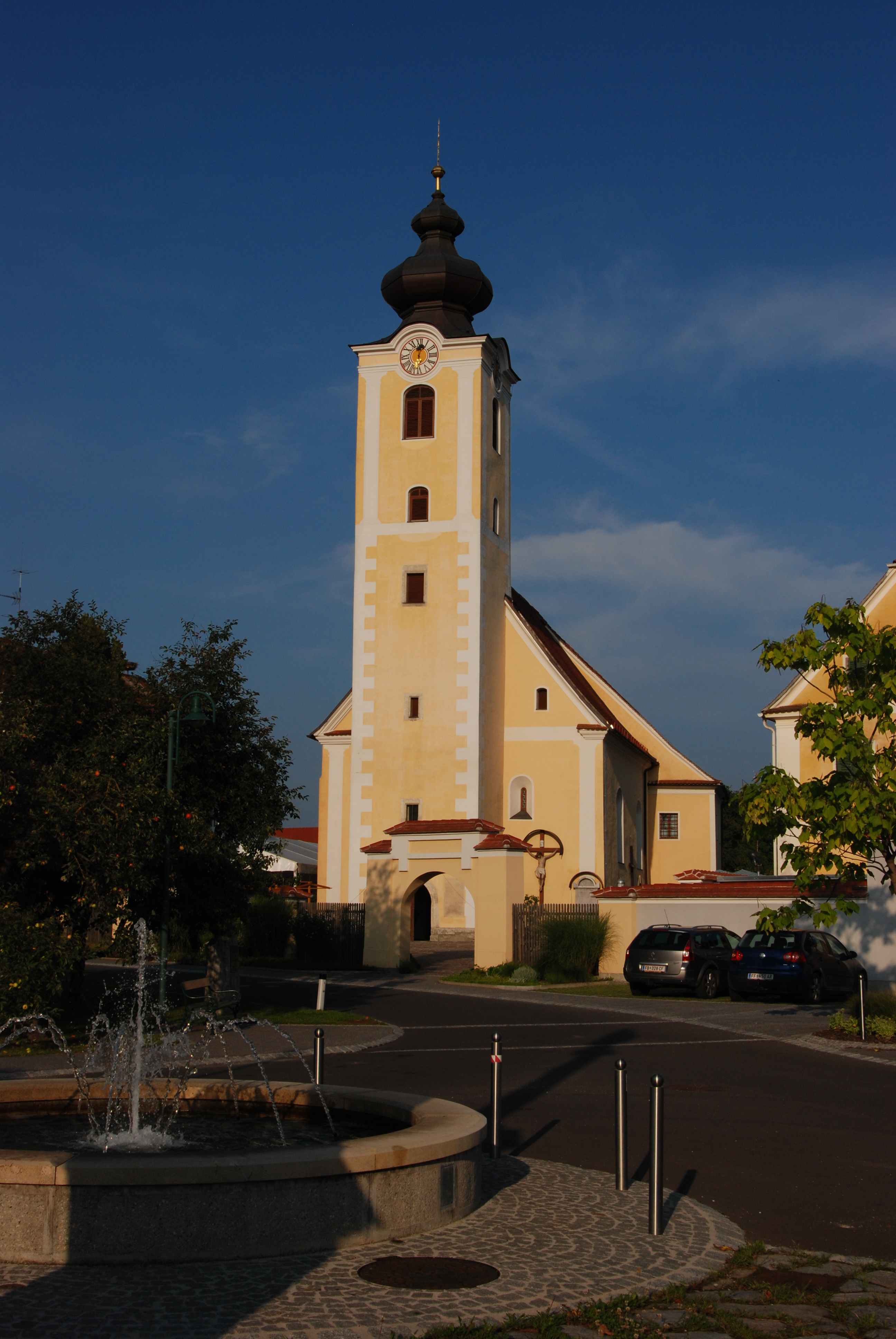
Hl. Donatus Altenmarkt, Portalseite mit Westturm

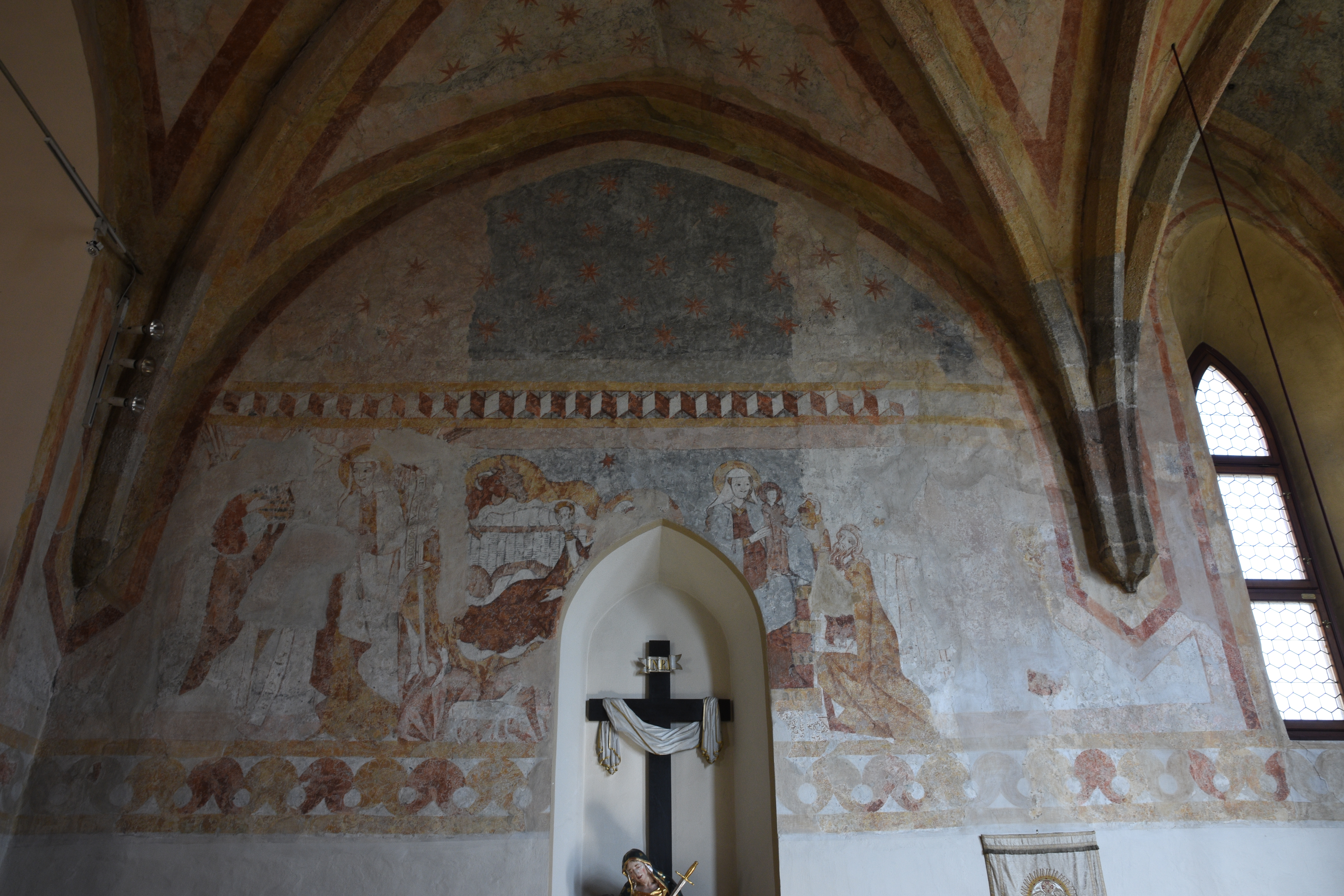
Das Fresco in der Kirche

Die römisch-katholische Pfarrkirche Altenmarkt bei Fürstenfeld steht im Ort Altenmarkt bei Fürstenfeld in der Stadtgemeinde Fürstenfeld im Bezirk Hartberg-Fürstenfeld in der Steiermark. Die dem Patrozinium des hl. Donatus unterstellte Pfarrkirche gehört zur Region Oststeiermark (Dekanat Waltersdorf) in die Diözese Graz-Seckau. Die Kirche steht mit dem Pfarrhof und dem Messnerhaus unter Denkmalschutz.

## Geschichte
Die Kirche wurde nach 1234 erbaut, in diesem Jahr wurde das Dorf Altenmarkt den Johannitern geschenkt. Die Kirche wurde anfangs Maria in der Au genannt. Sie war im Mittelalter und der frühen Neuzeit eine Marienwallfahrtskirche. 1686 wurde die Pfarre Altenmarkt errichtet, die Kirche dürfte in dieser Zeit umgewidmet worden sein.
Die Pfarre ist heute dem Souveränen Malteser-Ritter-Orden, Großpriorat von Österreich (Delegation Steiermark) inkorporiert, steht unter dem Patronat Malteser Ordenskommende Fürstenfeld, und wird von den Lazaristen in Österreich, mit Provinzsitz im Missionshaus Graz betreut.
Zur Pfarre gehören auch die Messkapellen Hl. Rochus in Maierhofen (Gemeinde Großwilfersdorf) und Hl. Susanna in Speltenbach (Altenmarkt).

## Architektur
Der Bau war ursprünglich ein romanischer Saalbau mit Westturm. Um 1300 entstand ein frühgotischer Chor, einjochig im Fünfachtelschluss, mit Kreuzrippengewölbe und skulptierten Schlusssteinen. Dieser Bau wurde barockisiert und zeigt sich heute mit Zwiebelhelm und schlichtem Äußerem in Seitenstettner Gelb mit Eckquaderung.
Im Inneren findet sich ein gotisches Fresko, das erst 1985/86 freigelegt wurde, in das beginnende 14. Jahrhundert datiert wurde und in einem romanisch-gotischen Übergangsstil ausgeführt ist. Das Raumkonzept in roten Sternen auf blauem Grund an Gewölbe und Zwickeln zeigt Darstellungen der Verkündigung an Maria, die Hirtenverkündigung, die Geburt Christi und die Anbetung der Könige, an der Südwand sind die Hl. Katharina von Alexandrien mit dem Rad und die Hl. Barbara mit dem Kelch identifizierbar, sonst sind fragmentierte Heiligendarstellungen um eine Mittelfigur zu finden.